# Zeus (Film)
Zeus ist eine Filmbiografie des portugiesischen Regisseurs Paulo Filipe Monteiro aus dem Jahr 2016. Der Film porträtiert den zweiten Lebensabschnitt des Schriftstellers Manuel Teixeira Gomes, als er Staatspräsident Portugals war und 1925 das Amt aufgab, um für immer nach Algerien zu gehen.

## Handlung
Teixeira Gomes führt mit seiner großbürgerlichen Familie ein Leben als Bildungsbürger und sieht sein Amt als Staatspräsident von einer idealistischen humanistischen Seite. Inmitten der Interessenskonflikte und zunehmenden innenpolitischen Unruhen der Ersten Portugiesische Republik gerät er dabei immer weiter in Konflikt mit politischen Gegnern und seinen eigenen Emotionen und Idealen.
Angesichts eines drohenden Militärputsches gibt er sein Amt auf und nimmt, ohne ein Erinnerungsstück an seine Tätigkeiten als Schriftsteller oder Politiker, das nächstmögliche Schiff, das sein Land verlässt. Auf dem Frachter Zeus kommt er so nach Algerien, wo er unter völlig neuen Eindrücken aufblüht, sich frei entfaltet und nie wieder von dort weggeht Kosmopolitische Begegnungen und Freundschaften mit einfachen Menschen, die unterschiedlichen Landschaften von der Mittelmeerküste bis zur Wüste oder die lokale Gastronomie, aber auch die Nachrichten aus Europa entfernen ihn dabei für immer von seiner Heimat.

## Rezeption
Der Film hatte am 22. November 2016 beim portugiesischen Filmfestival Caminhos do Cinema Português Premiere und kam am 5. Januar 2017 in die portugiesischen Kinos.
Der Film wendet sich als Autorenfilm eher an ein literarisch und cineastisch interessiertes Publikum, etwa durch den weitgehend vermiedenen Einsatz von Filmmusik. Die Kritik nahm den Film überwiegend positiv auf, kritisierte aber zuweilen die zu literarische Erzählweise und zu wenig zur Geltung kommenden filmischen Mittel, mit einer zu treuen Adaption eines detaillierten Drehbuchs. Gelobt wurde u. a. die klare und ruhige Kamera und die überzeugenden Schauspielleistungen.
Zeus wurde für eine Reihe portugiesischer Filmpreise nominiert, von denen er bei den Caminhos do Cinema Português (Schauspieler, Kostüme und Make-Up), CinEuphoria (u. a. Beste Kamera) und den Prémios Áquila (Beste Regie) auch ausgezeichnet wurde.
Der Film erschien in Portugal 2018 als DVD bei NOS Audiovisuais und lief danach mehrmals im Fernsehen, erstmals am 5. Dezember 2020 bei RTP2, dem Kulturkanal des öffentlich-rechtlichen Fernsehsenders RTP.